# Clara Mercedes Arango
Clara Mercedes Arango (Cúcuta, 1961) es poeta, cuentista, crítica literaria, con un poemario y un libro de cuentos. Ha publicado en revistas y magacín literarios, nacionales y extranjeros, donde sus escritos han sido traducidos. De 2003 a 2009 fue Directora del Departamento de Extensión Cultural de la Universidad Externado de Colombia y Coordinadora del Área de Lenguajes y Producción de la Facultad de Comunicación Social Periodismo. Actualmente es docente en la enseñanza de la lengua española y francesa en la misma Universidad, en el área de Lenguaje escrito, dicta talleres de periodismo literario, corrección de estilo, diseño, maquetación, y edición de libros. Realiza talleres de escritura creativa para estudiantes de varias facultades. Sus lectores podrán encontrarse con "un tono despojado y por momentos epigramático, un ámbito herido por los adioses" .

## Biografía
Nació en Cúcuta, Colombia en 1961, Licenciada de la Universidad Católica de Lovaina, en Bélgica, en Lenguas Modernas, con énfasis en los idiomas español y francés y Maestría en Estudios Hispánicos en la misma Universidad. Diplomada en Periodismo Literario de la Universidad Externado de Colombia, allí es docente en la Facultad de Comunicación y Coordinadora de colecciones poéticas.
Desde 2003, coordina los concursos de cuento corto en la Universidad e igualmente, la Colección poética Un libro por centavos, donde ha realizado para esta Colección las antologías de César Vallejo, Quiero escribir pero me sale espuma; José Asunción Silva, Antología Poética, Poemas Infantiles y otros poemas de Rafael Pombo y Soledades de Antonio Machado. 
En diciembre de 2013, publicó su libro En la memoria me confundo, n° 98 de la colección poética Un libro por centavos. 
Debido a que la poesía en Colombia aún no cuenta con ediciones comerciales por el bajo índice de ejemplares vendidos, este esfuerzo conjunto entre universidad y escritora, La colección un libro por centavos, ha logrado que se hayan publicado a 98 poetas colombianos y más de un millón de ejemplares circulan gratuitamente por todo el país. De estos poemarios, 15.000, se han enviado gratuitamente a bibliotecas públicas y privadas, casas de cultura, colegios, universidades, festivales, encuentros literarios, cárceles, organizaciones gubernamentales, medios de comunicación y bibliotecas ambulantes como las de las Misioneros de la Consolata en San Vicente del Caguán, el Coche-biblioteca de playa, la Carreta literaria en Cartagena y Biblioburro en Magdalena (Colombia). Más de 500.000 los ha distribuido la revista El Malpensante y 100.000 han sido enviados a eventos culturales de la Universidad Externado y el Gimnasio Moderno. Los otros ejemplares han sido vendidos. Un libro por centavos ha publicado a autores de distintas generaciones, tendencias y estilos. Están los clásicos (José Asunción Silva, Fernando Charry Lara, Eduardo Cote Lamus, Luis Carlos López, José Eustasio Rivera, Jorge Gaitán Durán, Rafael Pombo, Porfirio Barba Jacob), los poetas ya consolidados en el medio (Juan Manuel Roca, Piedad Bonnett, María Mercedes Carranza) y los nuevos talentos, como Andrea Cote Botero. Asimismo, ha realizado trabajos sobre José Asunción Silva, Rafael Pombo, César Vallejo y Jorge Luis Borges, adentrándose en la obra de estos autores hispanoamericanos con profundidad.
En 2014, publicó en Cuadernos Culturales N° 4 El hombre que sembraba árboles, traducción-versión del francés. Cuaderno Cultural N° 5, Poética de los poetas, La poesía es revolucionaria y en coautoría Me duele una mujer en todo el cuerpo II, n° 106 de la misma Colección poética.
En marzo de 2016 fue invitada por la Universidad de Mons en Bélgica, a dictar la conferencia: Colombia en poemas, viaje a Colombia a través de la poesía durante las Jornadas didácticas sobre Lengua y Literatura española y colombiana, y dictó varios talleres de escritura creativa. Es publicada en la antología Il fiore della poesia latinoamericana d'oggi (Secondo Volume: America meridionale – I)
En una entrevista hecha a la poetisa, en respuesta a la pregunta ¿Cómo está Colombia en poesía?, contestó: "Puedo afirmarle que nuestra poesía está sana y tiene bellos augurios. Lo que sucede con la poesía es que siempre ha sido un género despreciado y relegado a los submundos, pero ella tiene que florecer, porque los mismos grandes novelistas la han considerado como la fuente de su trabajo, por ser eficiente, precisa, sintética y llena de imágenes". Según la escritora "El ejercicio poético es un trabajo constante de ensayo-error, de tachar, borrar, romper, rehacer, dejar reposar". "Trato de escribir cuento corto, crónica y a veces, escribo ensayo, aunque considero que no soy una intelectual académica. Pero como soy docente, trato de inculcarles a mis estudiantes todos los géneros, porque los estudiamos con ellos y con ellos avanzo".

## Obras
- En la memoria me confundo (poesía), de la colección Un libro por centavos, Universidad Externado de Colombia, Bogotá, 2013.[13]
- Antologías de César Vallejo, Quiero escribir pero me sale espuma
- Antologías de José Asunción Silva, Antología Poética
- Antologías de Rafael Pombo, Poemas Infantiles y otros poemas
- Antologías de Antonio Machado, Soledades.